# Spermacoce meyeniana
Spermacoce meyeniana là một loài thực vật có hoa trong họ Thiến thảo. Loài này được Walp. miêu tả khoa học đầu tiên năm 1843.